# Gitana (telenovela colombiana)
Gitana fue una telenovela colombiana producida por Jorge Barón Televisión y emitida por la Cadena Dos de Inravisión entre los años 1990 y 1991. Estuvo protagonizada por Patricia Ércole, Miguel Varoni y Edmundo Troya, con la actuación antagónica de Luly Bossa.

## Sinopsis
La historia de una familia y un grupo gitano (Patricia Ércole, Edmundo Troya, Miguel Varoni, Luly Bossa, Luis Chiappe, Mónica Silva, Ana Mojica, Sofía Morales, Jairo Soto, Jairo Florián) quienes llegan a instalarse en medio de unas tierras aledañas de una adinerada familia; (José Luis Paniagua, Lucero Cortés, Diego Álvarez, Gloria Gómez, Luis Fernando Múnera). Entre la encopetada familia, su único hijo (Paniagua) se enamora de una de las gitanas, (Ercole) despertando toda clase de pasiones y sentimientos encontrados, dado que la gitana está en compromiso con otro de su raza (Troya) pero deben enfrentar las constantes intrigas y hostigamientos de los perversos de su raza (Varoni y Bossa); enamorados de los protagonistas. Y quienes además luchan por el poder interno. Por otro lado los villanos de la familia (Córtes y Álvarez) intrigan para desterrar los gitanos, ya que ven amenazados sus propósitos ambiciosos y más cuando uno de los suyos, está tan encaprichado con una gitana. En síntesis el encuentro de dos mundos opuestos; de culturas y maneras de pensar diferente, que se enfrentan especialmente por el amor y el dominio de lo material.

## Elenco
- Patricia Ércole - Yesenia
- Miguel Varoni - Losca
- Edmundo Troya - Yanco
- Luly Bossa - Celeste
- Luis Chiappe - Tarium
- Ana Mojica - Zulena
- Rocio Chacón - Mairena
- Jairo Florián - El Tordo
- José Luis Paniagua - Luis Felipe
- Diego Álvarez - Max
- Lucero Cortés - Mónica
- Gloria Gómez - Tulia
- Mónica Silva
- Sofía Morales
- Jairo Soto
- Luis Fernando Múnera
- Mario Ferro
- Iván Rodríguez
- Fernando Sanmiguel